# Moti Special
Moti Special war eine multinationale Synthiepop-Band, die 1981 in Hamburg entstand. Gründungsmitglieder waren Manfred „Tissy“ Thiers (Sänger/Bassist), Michael Cretu (Keyboarder), Reinhard „Dicky“ Tarrach (Schlagzeuger) und der Däne Nils Tuxen (Gitarrist). Alle Mitglieder waren bereits erfahrene Profimusiker, die gleichzeitig auch in anderen Projekten mitgearbeitet haben; aber auch gemeinsam wie 1980 für Peter Cornelius’ Album Zwei.
Der Name Moti Special geht auf ein scharfes, indisches Gericht zurück, das Sänger Manfred „Tissy“ Thiers in einem Londoner Restaurant gegessen hatte.

## Geschichte
Obwohl bereits 1981 gegründet, stellte sich der kommerzielle Erfolg der Gruppe erst Mitte der 1980er Jahre ein. Ihre größten Erfolge waren die Songs Cold Days, Hot Nights und Don’t Be So Shy, die 1985 jeweils Top-10-Hits in Deutschland wurden. Passend dazu erschien das erste Album Motivation. Es wurde in den Data Alpha Studios in München produziert und kam 1985 in die Charts. Produzenten waren Michael Cretu & Armand Volker. Dieses Gespann war in den 1980er Jahren auch für andere, deutsche Popmusiker tätig, z. B. Sandra oder Hubert Kah.
Michael Cretu und Manfred „Tissy“ Thiers gründeten kurze Zeit später das Projekt Cretu & Thiers und traten seitdem nicht mehr unter dem Namen Moti Special in Erscheinung.
Dennoch erschien 1990 ein zweites Album der Band. Dicky Tarrach und Nils Tuxen hatten sich hierzu mit dem neuen Bassisten Anders Mossberg und dem neuen Sänger/Keyboarder Frank Ardahl (Ådahl) zusammengetan. Jedoch blieb der kommerzielle Erfolg aus.

## Diskografie

### Alben
- Motivation (1985)
- Dancing for Victory (1989)

### Singles und EPs
- Cold Days, Hot Nights (1984)
- Don’t Be So Shy (1985)
- Stop! Girls Go Crazy (1985)
- Cold Days, Hot Nights (1986, EP, Amiga)
- In Love We Stand (1989)
- Behind Closed Doors (1990)
- Dancing for Victory (1990)
- Cold Days, Hot Nights (1995) (B. A. feat. Moti Special)
- Mega-Mix '98 (1998) (feat. Rod D.)
- Cold Days (2006) (Arnold Palmer vs. Moti Special)